# ماغنوس إيرلينغمارك
ماغنوس إيرلينغمارك (بالسويدية: Magnus Erlingmark)‏ مواليد 8 يوليو 1968 في يونشوبينغ، هو لاعب كرة قدم سويدي سابق كان يلعب كمدافع. سبق له أن لعب في كأس العالم لكرة القدم مع منتخب بلاده.

## المسيرة الاحترافية

### أندية لعب لها
- نادي أوربرو
- نادي غوتبورغ
- هاكين

## روابط خارجية
- ماغنوس إيرلينغمارك على موقع الاتحاد الدولي (مؤرشف)  (الإنجليزية)
- ماغنوس إيرلينغمارك على موقع اتحاد السويد (السويدية)
- ماغنوس إيرلينغمارك على موقع قاعدة بيانات كرة القدم.إي يو (الإنجليزية)
- ماغنوس إيرلينغمارك على موقع ناشيونال فوتبول تيمز (الإنجليزية)
- ماغنوس إيرلينغمارك على موقع Soccerway.com (الإنجليزية)
- ماغنوس إيرلينغمارك على موقع عالم كرة القدم.نت (الإنجليزية)